# Sachari Stojanow

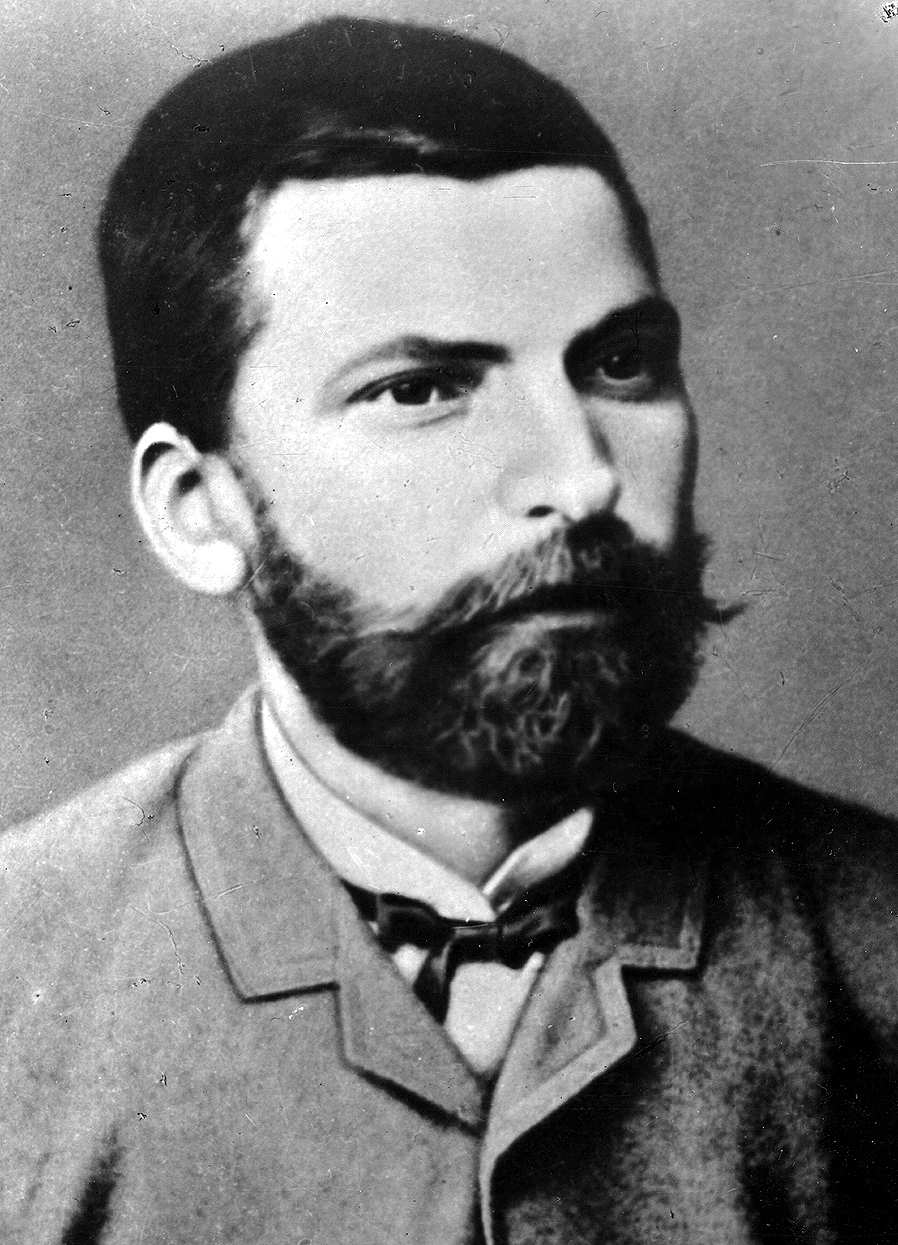
Sachari Stojanow

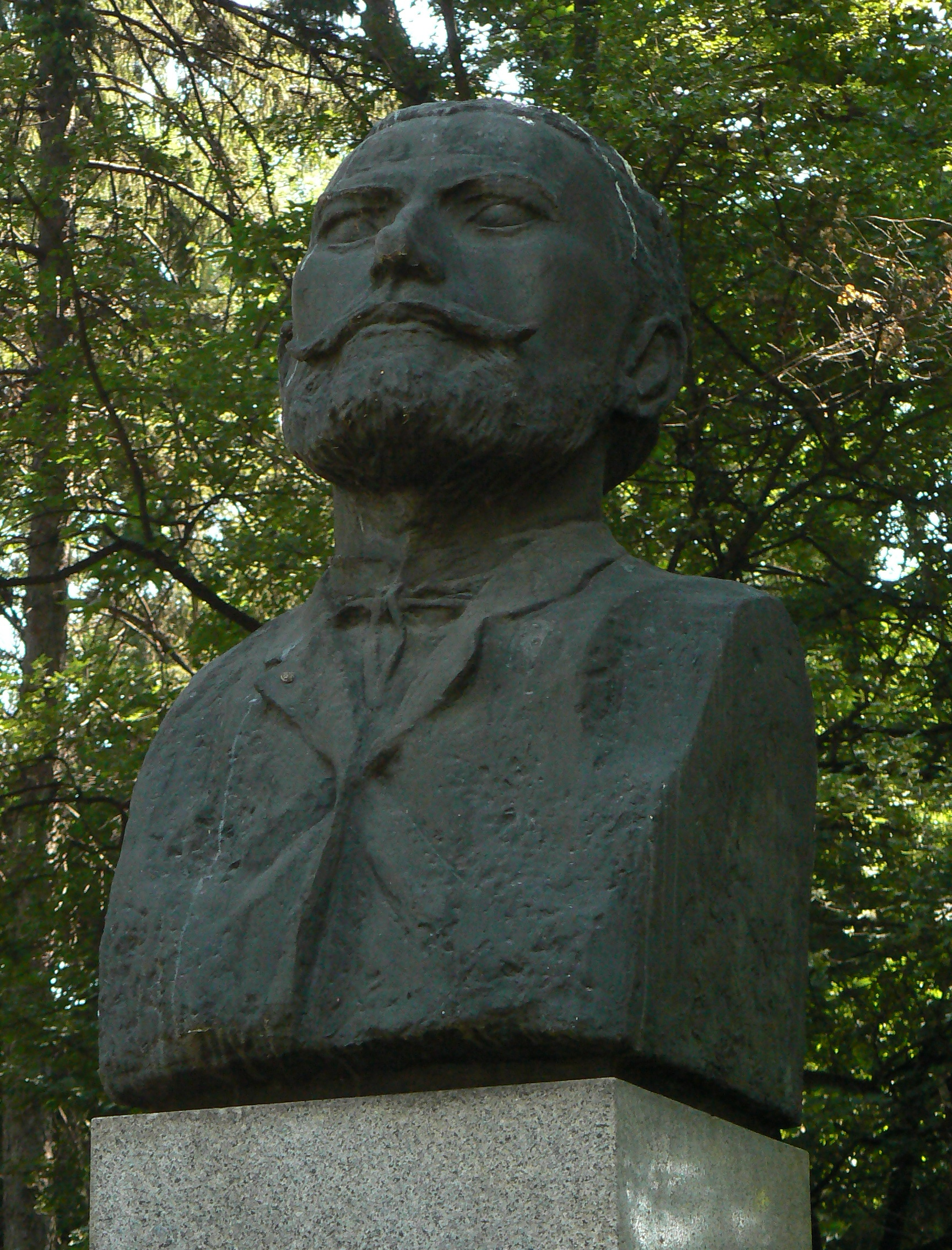
Monument

Sachari Stojanow (gebräuchliche Transkription: Zahari Stoyanov; bulgarisch Захарий Стоянов; * 1850 in Medwen bei Kotel, Oblast Burgas; † 2. September 1889 in Paris) war ein bulgarischer Revolutionär, Schriftsteller, Historiker, Politiker und Aktivist der Bulgarischen Nationalen Wiedergeburt.

## Leben
Sachari Stojanow wurde in die Familie des Schafzüchters Stojan Dalaktschiew 1850 in Medwen geboren. Medwen war zu diesem Zeitpunkt, gemeinsam mit Kotel, Lowetsch und anderen Städten, eines der Zentren der Bulgarischen Nationalen Wiedergeburt. Ab 1856 besuchte Stojanow in seiner Heimatstadt Medwen zuerst die Kirchenschule und zwischen 1860 und 1862 die gemischte Klassenschule. Nach seinem Schulabschluss arbeitete er mit seinem Vater als Hirte, zuerst in Indgekoj und später zwischen 1866 und 1870 in Podwis. Sein starker Wunsch, eine gute Ausbildung zu bekommen, führte ihn zunächst nach Warna an der Schwarzmeerküste und später nach Russe, wo er während seiner Schneiderlehre als Autodidakt versuchte, sich noch so gut wie nur möglich weiterzubilden. In Russe schloss er sich 1872 dem von anderen jungen Bulgaren (Angel Kantschew, Nikola Obretenow und andere) gegründeten „Revolutionären Komitee von Russe“ an, das sich an den zahlreichen bulgarischen Bemühungen beteiligte, aus eigener Kraft die Unabhängigkeit vom Osmanischen Reich zu erreichen. 1873 arbeitete er für kurze Zeit am Bahnhof Tarnowo-Sejmen (heute Simeonowgrad) als Beamter bei der Bahn, wo er auch Todor Kableschkow – einen weiteren Revolutionskämpfer – kennenlernte.
Sachari Stojanow nahm 1875 am Stara-Sagora-Aufstand und im Jahr darauf als einer der „Apostolaten“ (aus dem bulg.: Organisator, Leiter) des „Vierten Revolutionären Komitees von Plowdiw“ am Aprilaufstand teil, der wie alle anderen auch von den türkischen Machthabern niedergeschlagen wurde. Später wurde er durch sein autobiographisches Werk „Chronik der bulgarische Aufstände 1875/1876. Geschichte von Augenzeugen“ deren erster Chronist. Als einer der wenigen Augenzeugen, die die Gräueltaten der Türken während der bulgarischen Aufstände von 1875 und 1876 überlebten, wurde er zuerst in Plowdiw ins Gefängnis geworfen und wenig später in seiner Heimatstadt Medwen unter Hausarrest gestellt. Während des Russisch-Osmanischen Krieges flüchtete er 1877 in das von den Russen befreite Weliko Tarnowo und beteiligte sich als Freiwilliger an den Kampfhandlungen.
Nach der Befreiung Bulgariens von der osmanischen Herrschaft im Jahre 1878 wurde Sachari 1880 zunächst Mitglied des Bezirksgerichtes von Weliko Tarnowo, 1881 dann Sekretär des Amtsgerichtes und leitender Staatsanwalt des Bezirksgerichtes von Russe. Durch seine Nähe zu den liberalen Parteien in Bulgarien wird er Mitarbeiter der liberalen Zeitung „Unabhängigkeit“ (bulg. Независимост), Redakteur der Zeitung „Kampf“ (bulg. Борба) und Gründer und Herausgeber der Zeitung „Freiheit“ (bulg. Свобода). Zwischen 1882 und 1885 war er als Beamter in der Justizverwaltung von Ostrumelien tätig.

### Unabhängigkeit und Vereinigung Bulgariens

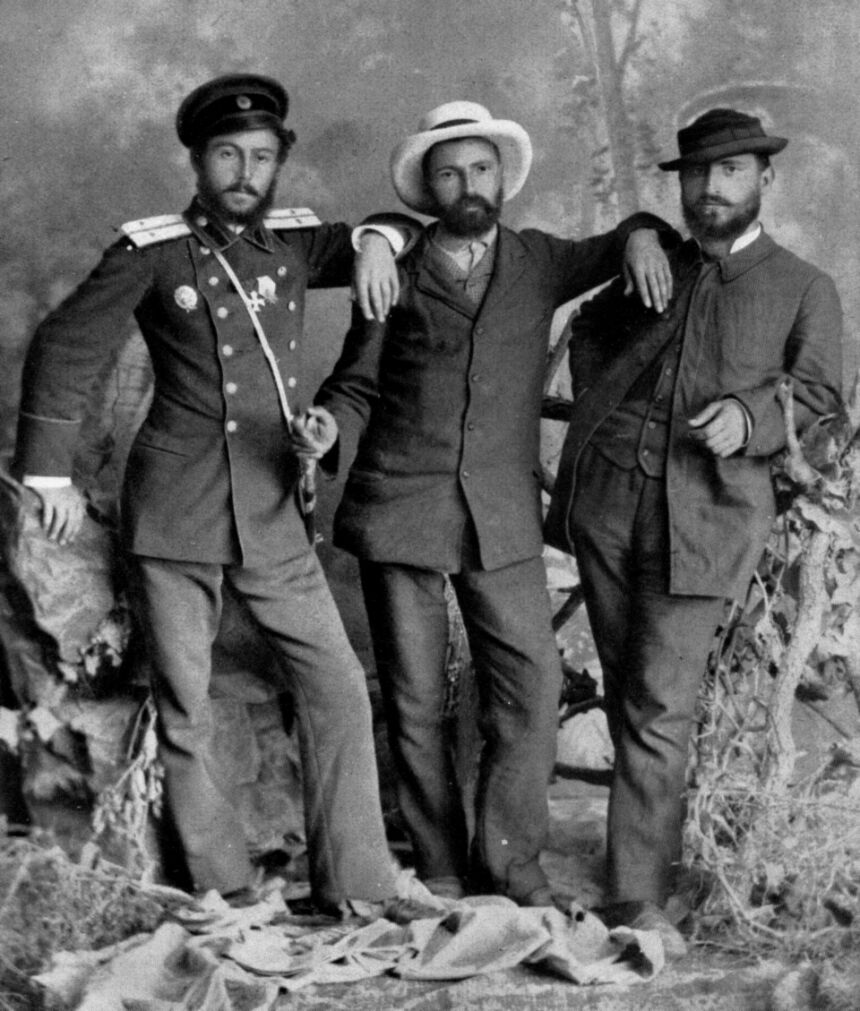
Zusammen für die Vereinigung: Hauptmann Paniza, Sachari Stojanow und Dimitar Rizoff.

In Ostrumelien angekommen, gründete Stojanow 1885 in Plowdiw mit Kosta Paniza, Iwan Andonow, Todor Gatew und Iwan Stojanowitsch mit dem Ziel der gleichzeitigen Befreiung von Mazedonien und Ostrumelien und des Zusammenschlusses aller bulgarischen Gebieten und nach dem Vorbild der Inneren Revolutionären Organisation das Bulgarische Geheime Zentrale Revolutionäre Komitee – BGZRK (bulg. „Български таен централен революционен комитет“ - БТЦРК). Als langfristiges Ziel wurde die Bildung einer Konföderation aller Balkanstaaten verfolgt. Die Vorbereitungen für einen Aufstand wurden auch von benachbarten Fürstentum Bulgarien unterstützt. In Bulgarien bildete sich unter Fürst Alexander von Battenberg eine starke nationale Bewegung, die für die Ausdehnung des Staatsgebietes auf alle von Bulgaren bewohnten Landstriche auf dem Balkan arbeitete und bei der Bevölkerung von Mazedonien und Ostrumelien Unterstützung für einen Aufstand gegen die osmanische Zentralmacht suchte.
Am 5. Septemberjul. / 17. September 1885greg. wurde Gawril Krastewitsch (Gawril Pascha) durch einen von der BGZRK organisierte und von der Bevölkerung mitgetragenen Putsch der Milizoffiziere gestürzt. Ein neues Kabinett proklamierte den sofortigen Zusammenschluss der autonomen osmanischen Provinz mit dem Fürstentum Bulgarien. Dessen Herrscher Alexander von Battenberg reiste schon am 8. Septemberjul. / 20. September 1885greg. nach einer telegrafischen Nachricht sofort nach Plowdiw, um die fürstliche Souveränität über Ostrumelien zum Ausdruck zu bringen.
Als Reaktion auf den Zusammenschluss mit dem Fürstentum Bulgarien stellte das Russische Reich die militärische Zusammenarbeit ein. Ein Überschwappen der Ereignisse auf Makedonien wollte auch Österreich-Ungarn verhindern. Unter dem Druck von Österreich-Ungarn kam es am 1. Novemberjul. / 13. November 1885greg. überraschend zum Serbisch-Bulgarischen Krieg. Der serbische Überfall löste eine große Welle der Empörung in Bulgarien aus und führte zu einer weiteren Abkühlung der Beziehungen zu Russland. Ohne russische Militärberater und ohne jegliche Unterstützung einer Großmacht musste sich Bulgarien dem besser ausgerüsteten serbischen Heer stellen. Der Krieg trägt daher auch den Beinamen „Krieg der (bulgarischen) Unteroffiziere gegen die (serbischen) Generäle“.
Nicht nur die junge Bulgarische Armee kämpfte gegen die serbische Aggressoren, sondern auch eine Vielzahl von organisierten Freiheitskämpfern (wie die der BGZRK) und Freiwilligen ohne jegliche Kriegserfahrung. In der Schlacht bei Sliwniza vom 17. bis zum 19. November wurde die Serbische Armee besiegt und die Bulgaren marschierten daraufhin in Serbien ein. Erst die Intervention Österreich-Ungarns zugunsten seines Verbündeten beendete den bulgarischen Vormarsch. Aus dem Krieg ging Bulgarien als Sieger hervor. Durch den Topchane-Vertrag von 12. Märzjul. / 24. März 1886greg. wurde die Vereinigung des Fürstentums Bulgarien mit Ostrumelien vom Herbst 1885 international anerkannt.
Durch seine politische Erfahrung und seine Stellung innerhalb des BGZRKs, dessen geistiger Führer und Vorsitzender er war, trug Sachari Stojanow maßgeblich zu der Organisation, Durchführung und Verteidigung der Vereinigung von Ostrumelien mit dem Königreich Bulgarien bei. Nach der Vereinigung Bulgariens wohnte Sachari ab 1886 in Sofia, wo er für die Volksliberale Partei politisch aktiv wurde. Seine große Popularität führte 1886 zu seiner Wahl zum  Abgeordneten für die Liste der „Volksliberalen Partei“ im fünften „Narodno Săbranie“ (Parlament). 1888 wurde er zum Parlamentsvorsitzenden gewählt. Sachari Stojanow starb am 2. September 1889 in Paris.
Sein weniger als vier Jahrzehnte währendes Leben ist durch eine große Dynamik gekennzeichnet. Er wuchs von einem armen ungebildeten Schäfersohn zunächst zu einem der Revolutionsapostel der Aufstände von 1885 und 1886, bis er schließlich zu einem der führenden Politiker der „Volksliberalen Partei“ und einer der großen Staatsmänner Bulgariens wurde. Sein Grab befindet sich heute in dem „Pantheon der Unsterblichen“ in Russe. Ihm zu Ehren ist seit 2006 der Zahari Point nach ihm benannt, eine Landspitze von Robert Island in der Antarktis.

## Literarische Tätigkeit und Werke
Sachari Stojanow schrieb in weniger als zehn Jahren die Werke: „Wasil Lewski. Striche aus seinem Leben“, „Die Revolutionsgruppen in Bulgarien von Filip Totew, Hadschji Dimitar, Stefan Karadscha“,  „Christo Botew. Versuch einer Biographie“ und sein Fundamentalwerk „Chronik der bulgarische Aufstände 1875/1876. Geschichte von Augenzeugen“ in drei Bänden.
Häufige von Stojanow als Schriftsteller benutzte Pseudonyme waren: Az, Baron Lultscho, Boron von Tikwesch, Star Komita, Stojan der Schäfer, Omega.
- 1882 Iskander Bey. Geschichte aus dem bulgarischen Leben (bulg. Искандер бей. Разказ из българския живот);
- 1883 Wasil Lewski. Striche aus seinem Leben (bulg. Васил Левски (Дяконът). Черти из живота му);
- 1884–1892 Chronik der bulgarischen Aufstände 1875/1876. Geschichte von Augenzeugen (bulg.  Записки по българските въстания. Разказ на очевидци, 1870–1876);
- 1885 Die Unterjochung des Gawril Pascha, 6. September 1885 (bulg. Заробването на Гаврил паша, 6-ти септември 1885 г);
- 1885 Striche aus dem Leben und der literarische Tätigkeit von Ljuben Karawelow (bulg. Черти из живота и списателската деятелност на Любен С. Каравелов);
- 1886 Wer sind die Schuldigen für den 9. August? (bulg. Кои са виновниците на 9 август?)
- 1886 Es war noch nicht seine Zeit(gekommen) (bulg. Не му беше времето);
- 1887 Tschardafon Weliki (bulg. Чардафон Велики);
- 1867–1868 Die Revolutionsgruppen in Bulgarien von Filip Totew, Hadschji Dimitar, Stefan Karadscha (bulg. Четите в България на Филип Тотя, Хаджи Димитър и Стефан Караджата);
- 1888 Christo Botew. Versuch einer Biographie (bulg. Христо Ботйов. Опит за биография);